# Haus der Musik (Wiesbaden)
Das Haus der Musik (HdM) in Wiesbaden ist ein Tonträger- und Musikverlag sowie musikalische Seminarstätte.

## Geschichte
Das Haus der Musik entstand um 1990 aus der musikalischen Arbeit Klaus Heizmanns heraus. Nachdem das Musisches Bildungszentrum St. Goar aufgegeben werden musste, gründete er das Haus der Musik, das bis heute seine Arbeit als musikalische Bildungs- und Produktionsstätte in reduzierter Form weiter führt. Nach der Standortaufgabe St. Goar, leitet Heizmann das Haus seit 1994 in Wiesbaden. Als Verlag publiziert es Musikaufnahmen und -drucke von Klaus Heizmann, Rolf Schweizer, Daniela Jooß-Kesselmeyer, Gilbrecht Schäl und anderen. Außerdem dient es als Tagungsstätte für Musikseminare und Stimmbildung, veranstaltet regelmäßige Singewochen für Kinder sowie Erwachsene und koordiniert Konzerttermine seiner Künstler. Ferner gehören unter sein organisatorisches Dach der Wiesbadener Studiochor, der Frauenchor Farbenfroh und der Kinderchor Die Mini-Maxis.

## Diskografie
| Katalognummer | Katalognummer | Titel | Mitwirkende | Jahr      | Anmerkungen |
| Präfix        | Produkt       | Titel | Mitwirkende | Jahr      | Anmerkungen |
| ------------- | ------------- | --- | --- | --------- | --- |
| 2             | 001           | Wäre die Freude nur immer so groß Die schönsten Advents- und Weihnachtslieder von Klaus Heizmann aus Choreluja | Various | 2004      | Fehlerhafte Katalognummerangabe auf Tonträger: 2002; Kompilationsalbum von Zweitverwertungstitel aus vorangegangenen verlagsexternen Veröffentlichungen; Album nicht identisch mit gleichnamiger Veröffentlichung von 2011 unter ebenfalls gleicher Produktnummer mit angepasstem Präfix |
| 2             | 001           | [1] Machet die Tore weit [aus Gerth Medien – CD-Nr. 939.243] • [2] Wir warten auf das Licht [aus Gerth Medien – CD-Nr. 939.088] • [3] Lichterzeit – Freudenzeit [aus Gerth Medien – CD-Nr. 939.243] • [4] Auf dem Weg nach Bethlehem [aus Gerth Medien – CD-Nr. 939.243] • [5] Der Himmel wohnt auf Erden [aus Gerth Medien – CD-Nr. 939.243] • [6] Es war ein Tag der großen Wende [aus Gerth Medien – CD-Nr. 939.243] • [7] Kommt mit zum Stall von Bethlehem [aus Gerth Medien – CD-Nr. 939.243] • [8] Wäre die Freude nur immer so groß [aus Gerth Medien – CD-Nr. 939.243] • [9] Dem Licht entgegen [aus Gerth Medien – CD-Nr. 939.203] • [10] Über dunklen Feldern [aus Gerth Medien – CD-Nr. 939.138] • [11] Preis sei dir, Jesus [aus Gerth Medien – CD-Nr. 939.138] | Various | 2004      | Fehlerhafte Katalognummerangabe auf Tonträger: 2002; Kompilationsalbum von Zweitverwertungstitel aus vorangegangenen verlagsexternen Veröffentlichungen; Album nicht identisch mit gleichnamiger Veröffentlichung von 2011 unter ebenfalls gleicher Produktnummer mit angepasstem Präfix |
| 22            | 001           | Wäre die Freude nur immer so groß Die schönsten Advents- und Weihnachtslieder aus Licht leuchtet auf | Wiesbadener Studiochor unter der Leitung von Klaus Heizmann 1 Thea Gharibian; 2 Jens Hamann | 2011      | Album beinhaltet teilweise Zweitverwertungstitel aus vorangegangenen verlagsexternen Veröffentlichungen. Album nicht identisch mit gleichnamiger Veröffentlichung von 2004 unter dieser Katalognummer                                                                                    |
| 22            | 001           | [1] Machet die Tore weit [aus Gerth Medien – CD-Nr. 939.243] • [2] Wir warten auf das Licht [aus Gerth Medien – CD-Nr. 939.088] • [3] Hosianna! Schmückt den Weg2 • [4] Wir freuen uns, es ist Advent2 • [5] Du kommst zu uns so still und leise2 • [6] Lichterzeit – Freudenzeit [aus Gerth Medien – CD-Nr. 939.243] • [7] Über dunklen Feldern [aus Gerth Medien – CD-Nr. 939.138] • [8] Es war ein Tag der großen Wende [aus Gerth Medien – CD-Nr. 939.243] • [9] Mitten in der Nacht2 • [10] Kommt mit zum Stall von Bethlehem [aus Gerth Medien – CD-Nr. 939.243] • [11] Kind in der Krippe (Coventry Carol)2 • [12] Noël2 • [13] Auf dem Weg nach Bethlehem [aus Gerth Medien – CD-Nr. 939.243] • [14] In unsrer tiefen Dunkelheit2 • [15] Der Himmel wohnt auf Erden [aus Gerth Medien – CD-Nr. 939.243] • [16] Wäre die Freude nur immer so groß1 | Wiesbadener Studiochor unter der Leitung von Klaus Heizmann 1 Thea Gharibian; 2 Jens Hamann | 2011      | Album beinhaltet teilweise Zweitverwertungstitel aus vorangegangenen verlagsexternen Veröffentlichungen. Album nicht identisch mit gleichnamiger Veröffentlichung von 2004 unter dieser Katalognummer                                                                                    |
| 2             | 002           | Ein Lied soll neu erklingen Die schönsten Lieder aus Choreluja | Various | 2004      | Kompilationsalbum von Zweitverwertungstitel aus vorangegangenen verlagsexternen Veröffentlichungen |
| 2             | 002           | [1] Die Barmherzigkeit des Herrn [aus Gerth Medien – CD-Nr. 939.125] • [2] Ein Lied soll neu erklingen [aus Gerth Medien – CD-Nr. 939.222] • [3] Gott, wenn du uns segnest [aus Gerth Medien – CD-Nr. 939.272] • [4] Jauchzt vor Gott, alle Länder der Erde [aus Gerth Medien – CD-Nr. 939.211] • [5] Wo die Liebe bleibt [aus Gerth Medien – CD-Nr. 939.233] • [6] Guter Vater im Himmel [aus Gerth Medien – CD-Nr. 939.162] • [7] Heilig sei dein Name [aus Gerth Medien – CD-Nr. 939.255] • [8] Du höchster Gott [aus Gerth Medien – CD-Nr. 939.211] • [9] Christus, Herr, Hirte und Freund [aus Gerth Medien – CD-Nr. 939.211] • [10] Mein Herz wird jubeln [aus Gerth Medien – CD-Nr. 939.211] • [11] May The Lord Send Angels [aus Creative Kirche – CD-Nr. 440.410.008] • [12] Bewahre uns, Gott (Bewahre uns, Gott, behüte uns, Gott) [aus Gerth Medien – CD-Nr. 939.272] | Various | 2004      | Kompilationsalbum von Zweitverwertungstitel aus vorangegangenen verlagsexternen Veröffentlichungen |
|               |               | | |           | |
| 22            | 008           | Vertrauensvoll | Daniela Jooß-Kesselmeyer* 1 Wiesbadener Studiochor | 2008 2009 | Schreibweise bei Initialveröffentlichung: „Daniela Jooss-Kesselmeyer“; Vertrieb durch Hänssler Music unter CD-Nr. 97.126 |
| 22            | 008           | [1] Lied der Lydia (Ich habe den Duft der Rosen geliebt) • [2] Herr, mache du mich zu einem Werkzeug deines Friedens • [3] Vor deinem Kreuz • [4] Letzte Worte • [5] Maria, ahntest du • [6] Ich traue auf dich • [7] Reg dich nicht auf über die Bösen / Befiehl dem Herrn deine Wege • [8] Herr, unser Herrscher, wie herrlich ist dein Name • [9] Gott segne und behüte dich • [10] Abendlied (Lautlos flammen Lichter) • [11] Ewiger, unbegreiflicher | Daniela Jooß-Kesselmeyer* 1 Wiesbadener Studiochor | 2008 2009 | Schreibweise bei Initialveröffentlichung: „Daniela Jooss-Kesselmeyer“; Vertrieb durch Hänssler Music unter CD-Nr. 97.126 |
|               |               | | |           | |
| 2             | 013           | Eine zündende Idee Johann Hinrich Wichern erfindet den Adventskranz Musical von Dagmar Heizmann-Leucke (Liedtexte) und Klaus Heizmann (Buch und Musik) für Kinder und Erwachsene | Kinderchor Unnau mit seinen Solisten unter der Leitung von Thomas Schmidt 1 Elke Diepenbeck (Amanda Wichern) Sprecher: Armin Nufer (Johann Hinrich Wichern); Elke Schützhold (Amanda Wichern); Gisbert Rüschkamp (Herr Hansen); Heink Rademacher (Bruder Hansen); Peter Wenke (Johannas Stiefvater); Frerich Hokema (Wachtmeister Steenblock); Victoria Heizmann (Johanna); Nadja Kufner (Agate); Luise Laufer (Luise); Marc Bohn (Alexander); Julian Klink (Wilhelm) | 2008      | |
| 2             | 013           | [1] Eröffnungsmusik • [2] Warten ist nicht unsre Stärke (Strophen 1–2) • [3] Warten ist nicht unsre Stärke (Strophe 3) • [4] Zwischenmusik 1 • [5] Breite deine guten Hände (Breite deine guten Hände über unsrer Erde aus) [Kinderchor-Unnau-Version 2008] • [6] Zwischenmusik 2 • [7] Zwischenmusik 3 • [8] Wir freuen uns am grünen Kranz (Strophe 1) • [9] Wir freuen uns am grünen Kranz (Strophen 2–3) • [10] Zwischenmusik 4 • [11] Zwischenmusik 5 • [12] Heute ist der erste Advent (Strophe 1)1 • [13] Heute ist der erste Advent (Strophe 2) • [14] Heute ist der erste Advent (Strophen 3–4) • [15] Das helle Licht der Freude strahlt | Kinderchor Unnau mit seinen Solisten unter der Leitung von Thomas Schmidt 1 Elke Diepenbeck (Amanda Wichern) Sprecher: Armin Nufer (Johann Hinrich Wichern); Elke Schützhold (Amanda Wichern); Gisbert Rüschkamp (Herr Hansen); Heink Rademacher (Bruder Hansen); Peter Wenke (Johannas Stiefvater); Frerich Hokema (Wachtmeister Steenblock); Victoria Heizmann (Johanna); Nadja Kufner (Agate); Luise Laufer (Luise); Marc Bohn (Alexander); Julian Klink (Wilhelm) | 2008      | |
| 2             | 014           | Eine zündende Idee – Playback | Playback | 2008      | Playback-CD zu Katalognummer CD 2013 |
| 2             | 015           | Auf den Flügeln der Musik | Marianne Janzen (Violine) Johanna Krell (Klavier) | 2009 (?)  | |
| 2             | 015           | [1] Melodie Es-Dur (op. 42, Nr. 3) von Pjotr Iljitsch Tschaikowski • [2] Valse Bluette • [3] Huella • [4] Jeanie With The Light Brown Hair • [5] Der Schwan • [6] Rondo a l’Ongarese • [7] Méditation • [8] Spanischer Tanz von Enrique Granados • [9] Jota • [10] Schön Rosmarin • [11] Hymnus an die Sonne • [12] Ungarischer Tanz Nr. 17 von Johannes Brahms • [13] Deep River • [14] Marsch von Sergei Sergejewitsch Prokofjew • [15] Golliwog’s Cakewalk • [16] It Ain’t Necessarily So • Clair de Lune | Marianne Janzen (Violine) Johanna Krell (Klavier) | 2009 (?)  | |
|               |               | | |           | |
| 2             | 019           | Reich beschenkt sind wir in dir Die schönsten Lieder aus dem Liederbuch Resonanz | Wiesbadener Studiochor unter der Leitung von Klaus Heizmann | 2010      | Vertrieb durch Hänssler Music unter CD-Nr. 97.172 |
| 2             | 019           | [1] Wäre Jesus nicht am Kreuz gestorben [Wiesbadener-Studiochor-Version 2010] • [2] Gott hat uns Jesus auferweckt • [3] Der Herr ist mein Hirte • [4] Der Herr ist auferstanden (Osterruf) • [5] Du gibst uns, Herr, den Heilgen Geist [Wiesbadener-Studiochor-Version 2010] • [6] Ruhe finden [Wiesbadener-Studiochor-Version 2010] • [7] Reich beschenkt sind wir in dir [Wiesbadener-Studiochor-Version 2010] • [8] Das Lob soll laut erklingen • [9] Von ganzem Herzen • [10] Gottes Wort ist für uns Kraft • [11] Gott segne und behüte dich [Wiesbadener-Studiochor-Version 2010] • [12] Herr, ich habe lieb die Stätte deines Hauses [Wiesbadener-Studiochor-Version 2010] • [13] Noch ehe die Sonne am Himmel stand [Wiesbadener-Studiochor-Version 2010] | Wiesbadener Studiochor unter der Leitung von Klaus Heizmann | 2010      | Vertrieb durch Hänssler Music unter CD-Nr. 97.172 |
|               |               | | |           | |
| 22            | 021           | Noah und die große Flut – Playback | Playback | 2010      | Playback-CD zu Katalognummer CD 22022 |
| 22            | 022           | Noah und die große Flut Kantate für Kinderchor, Instrumente und Sprecher von Dagmar Heizmann-Leucke (Text) und Klaus Heizmann (Musik) | Kinderchor Unnau mit seinen Solisten unter der Leitung von Thomas Schmidt und Jana Schütz Sprecher: Elke Schützhold; Paul Sarbinowski | 2010      | |
| 22            | 022           | [1] In der Bibel gibt es viele spannende Geschichten • [2] Ein Mann Gottes, das ist Noah • [3] Sägen, hämmern, klopfen, feilen, unser Noah ist ein Held • [4] Hereinspaziert, hereinspaziert • [5] Sägen, hämmern, klopfen, feilen war wohl gar nicht so verkehrt • [6] Diese Arche ist die Rettung • [7] Die Flut ist vorüber, das Wasser ist weg • [8] Das Regenbogenlied | Kinderchor Unnau mit seinen Solisten unter der Leitung von Thomas Schmidt und Jana Schütz Sprecher: Elke Schützhold; Paul Sarbinowski | 2010      | |
|               |               | | |           | |
| 22            | 026           | Das Räubernest von Bethlehem Musical für Kinder von Dagmar Heizmann-Leucke (Liedtexte) und Klaus Heizmann (Buch und Musik) | Auswahlchor aus der Rasselbande Klein-Winternheim mit ihren Solisten unter der Leitung von Silke Schöne Sprecher: Armin Nufer (Erzähler); Gisbert Rüschkamp (Onkel Jakob); Claudia Luyven (Rahel, Nichte von Onkel Jakob); Claudia Horlebein (Mutter von Rahel); Marc Bohn (Chef der Räuber); NN (Räuber 1); Benedict Heizmann (Räuber 2); Michael Schröter (Räuber 3); Florian Gapp (Räuber 4); Ann-Christin Schleihauf (Maria); Samuel Weber (Josef); Joshua Geiger (Wirt); Alina Gensler (Hirtin); Larissa John (Hirtin); Paul Sarbinowski (Hirte); Emilia Sós (Hirtin) | 2010      | |
| 22            | 026           | [1] Eröffnungsmusik • [2] Ein neuer Tag liegt in der Luft • [3] Zwischenmusik 1 • [4] Eins, zwei, drei • [5] Zwischenmusik 2 • [6] Dies ist das Ende unsrer Reise • [7] Zwischenmusik 3 • [8] Das Feuer wärmt • [9] Fürchtet euch nicht • [10] Lasset uns nun gehen • [11] Zwischenmusik 4 • [12] Ein heller Stern in dunkler Nacht • [13] Schlusschor | Auswahlchor aus der Rasselbande Klein-Winternheim mit ihren Solisten unter der Leitung von Silke Schöne Sprecher: Armin Nufer (Erzähler); Gisbert Rüschkamp (Onkel Jakob); Claudia Luyven (Rahel, Nichte von Onkel Jakob); Claudia Horlebein (Mutter von Rahel); Marc Bohn (Chef der Räuber); NN (Räuber 1); Benedict Heizmann (Räuber 2); Michael Schröter (Räuber 3); Florian Gapp (Räuber 4); Ann-Christin Schleihauf (Maria); Samuel Weber (Josef); Joshua Geiger (Wirt); Alina Gensler (Hirtin); Larissa John (Hirtin); Paul Sarbinowski (Hirte); Emilia Sós (Hirtin) | 2010      | |
| 22            | 027           | Das Räubernest von Bethlehem – Playback | Playback | 2010      | Playback zu Katalognummer CD 22026 |
| 22            | 028           | Unterwegs nach Emmaus Passions- und Osterkantate von Michael Wittig* | Michael Wittig (Leitung) | 2010      | * Untertitel bei Initialveröffentlichung ohne Komponistenangabe |
| 22            | 028           | [1] Introitus • [2] Christ ist erstanden • [3] Wir sind unterwegs • [4] Hosianna! Schmückt den Weg • [5] Brot und Wein • [6] Im Kampf um Gottes Willen • [7] Lernt von mir • [8] Golgatha, Stätte voller Angst • [9] Es ist vollbracht • [10] Du streckst die Hände nach mir aus • [11] Jesus lebt, es ist wahr • [12] Bleibe bei uns | Michael Wittig (Leitung) | 2010      | * Untertitel bei Initialveröffentlichung ohne Komponistenangabe |
|               |               | | |           | |
| 22            | 030           | Beflügelt Die schönsten Lieder aus „Farbenfroh, Band 2“ | Farbenfroh unter der Leitung von Klaus Heizmann 1 Katharina Wollitz 2 Alexandra Baumbusch 3 Gabriele Uhl | 2010      | |
| 22            | 030           | [1] Beflügle meine Seele3 • [2] I Will Sing Of The Mercy Of The Lord2 • [3] Reich beschenkt (Reich beschenkt sind wir in dir) [Farbenfroh-Version 2010]3 • [4] Hava Nagila • [5] Somebody’s Knocking (Somebody’s Knocking At Your Door)2 • [6] Herr, ich habe lieb (Herr, ich habe lieb die Stätte deines Hauses) [Farbenfroh-Version 2010]1 • [7] Ruhe finden [Farbenfroh-Version 2010]1 • [8] Wäre Jesus nicht am Kreuz (Wäre Jesus nicht am Kreuz gestorben) [Farbenfroh-Version 2010]3 • [9] Du gibst uns, Herr, den Heilgen Geist [Farbenfroh-Version 2010]3 • [10] Ich traue auf dich3 • [11] Noch ehe die Sonne am Himmel stand [Farbenfroh-Version 2010]2 • [12] Gott segne und behüte (Gott segne und behüte dich) [Farbenfroh-Version 2010]3 | Farbenfroh unter der Leitung von Klaus Heizmann 1 Katharina Wollitz 2 Alexandra Baumbusch 3 Gabriele Uhl | 2010      | |
|               |               | | |           | |
| 22            | 032           | Die Weihnachtsbotschaft Kantate von Gilbrecht Schäl und Advents- und Weihnachtsmusik von Christoph Willibald Gluck, Friedrich Silcher, Camille Saint-Saëns und anderen* | Kreuzchor Stuttgart Kinder- und Jugendkantorei Oberer Neckar unter der Leitung von Manuela Nägele | 2012      | * Untertitel bei Initialveröffentlichung: „Kantate von Gilbrecht Schäl und Advents- und Weihnachtsmusik von Gluck, Silcher, Saint-Saëns u. a.“ |
| 22            | 032           | Die Weihnachtsbotschaft [1] Jauchzet, ihr Himmel • [2] Es begab sich aber zu der Zeit • [3] 0 Bethlehem, du kleine Stadt • [4] Und als sie daselbst waren • [5] Es ist ein Ros entsprungen • [6] Und es waren Hirten • [7] Pastorale • [8] Und siehe, des Herrn Engel • [9] Es ist der Herr Christ, unser Gott • [10] Und alsbald war da bei den Engeln • [11] Ehre sei Gott in der Höhe • [12] Und als die Engel von ihnen gen Himmel fuhren • [13] Kommet, ihr Hirten • [14] Und sie kamen eilend • [15] Du König der Ehren • [16] Da sie es aber gesehen hatten • [17] Freu dich, Erd und Sternenzelt [18] Hoch tut euch auf • [19] Jesus, unser Retter, naht • [20] Hosianna, gelobt sei, der da kommt • [21] Ehre sei Gott in der Höhe • [22] Lob, Preis und Dank sei dir • [23] Ehre, Ehre sei Gott | Kreuzchor Stuttgart Kinder- und Jugendkantorei Oberer Neckar unter der Leitung von Manuela Nägele | 2012      | * Untertitel bei Initialveröffentlichung: „Kantate von Gilbrecht Schäl und Advents- und Weihnachtsmusik von Gluck, Silcher, Saint-Saëns u. a.“ |
| 22            | 038           | Die schönsten Lieder aus „Licht und Leben“* | Resonanz unter der Leitung von Klaus Heizmann Wiesbadener Studiochor unter der Leitung von Klaus Heizmann | 2012      | * Eigenschreibweise: „Licht & Leben“; Kompilationsalbum aus Zweitverwertungstiteln vorangegangener, teils labelexterner Veröffentlichungen |
| 22            | 038           | [1] Sehet und schmecket die Freundlichkeit des Herrn [aus Resonanz Music-Production – LP-Nr. 07/048-2] • [2] Dem, der die Liebe ist, gilt unser Lobgesang [aus Resonanz Music-Production – LP-Nr. 07/058-1] • [3] Der Herr ist mein Licht [aus Resonanz Music-Production – LP-Nr. 07/030-0] • [4] Ich bin bei dir • [5] Jeder Sonnenstrahl • [6] Gott, mein Herz ist bereit • [7] Unbekümmert wie ein Kind • [8] Wenn Lieder und Worte versagen • [9] Diener und Herr (Vom Himmel kamst du herab) • [10] Aus der Tiefe hob mich deine Hand • [11] Heilig, heilig, heilig ist der Herr • [12] Jesus, wir lieben dich • [13] Neigt euch in Ehrfurcht, denn Jesus ist da • [14] In Jesu Namen • [15] Gott ist ein Gott, der große Dinge tut • [16] Beflügle meine Seele • [17] Jesus, du bist der Weg | Resonanz unter der Leitung von Klaus Heizmann Wiesbadener Studiochor unter der Leitung von Klaus Heizmann | 2012      | * Eigenschreibweise: „Licht & Leben“; Kompilationsalbum aus Zweitverwertungstiteln vorangegangener, teils labelexterner Veröffentlichungen |
|               |               | | |           | |
| 22            | 046           | Das Wunder von Bethlehem Weihnachtskantate | 1 Kristina Totzek 2 Jens Hamman 3 Kinderchor Unnau* mit seinen Solisten 4 Wiesbadener Studiochor Rheingau Sinfonietta Sprecher Klaus Heizmann (Leitung) | 2013      | * Bezeichnung bei Initialveröffentlichung: „Unnauer Kinderchor“ |
| 22            | 046           | [1] Eröffnungsmusik (Herbei, o ihr Gläubigen (Eröffnungsmusik)) • [2] Kommt zu diesem Freudenfest1; 2; 4 • [3] Das helle Licht der Freude strahlt [Kinderchor-Unnau-Version 2013]3 • [4] Also hat Gott die Welt geliebt [Klaus-Heizmann-Vertonung 2012]1; 4 • [5] Das Volk, das im Finstern wandelt (Sprecher) • [6] Du, Bethlehem, bist auserwählt [Version 2013]2; 4 • [7] Ängste, Zweifel vor dem Morgen (Lied der Maria) [Kristina-Totzek-Version 2013]1 • [8] Kein Platz, kein Raum [Kinderchor-Unnau-Version 2013]3 • [9] Bei Bethlehem auf einem Felde (Sprecher) • [10] Ehre sei Gott in der Höhe (aus Es waren Hirten zu Bethlehem)1; 4 • [11] Vom Gloria der Schar ergriffen (Sprecher) • [12] Kommt mit zum Stall von Bethlehem [Version 2013]2; 4 • [13] Mitten in der Nacht1; 4 • [14] Ich bin zu niedrig und gering (Lied der Maria) [Kristina-Totzek-Version 2013]1 • [15] Stille Nacht, heilige Nacht (Instrumental) • [16] Gott wendet durch der Nacht Geschehen (Sprecher) • [17] Es war ein Tag der großen Wende [Version 2013]2; 4 • [18] O du fröhliche1; 2; 4 | 1 Kristina Totzek 2 Jens Hamman 3 Kinderchor Unnau* mit seinen Solisten 4 Wiesbadener Studiochor Rheingau Sinfonietta Sprecher Klaus Heizmann (Leitung) | 2013      | * Bezeichnung bei Initialveröffentlichung: „Unnauer Kinderchor“ |
| 22            | 047           | Das Wunder von Bethlehem – Playback | Playback | 2013      | Playback zu Katalognummer CD 22046 |